# Ферфакс, Томас, 5-й лорд Ферфакс из Камерона
Томас Ферфакс, 5-й лорд Ферфакс из Камерона (англ. Thomas Fairfax, 5th Lord Fairfax of Cameron; 16 апреля 1657 — 6 января 1710) — английский дворянин, военный и политик.

## Биография
Томас Фэрфакс родился 16 апреля 1657 года. Старший сын Генри Ферфакса, 4-го лорда Ферфакса из Камерона (1631—1688), и Фрэнсис Барвик (? — 1683/1684), дочери сэра Роберта Барвика. Правнук Томаса Ферфакса, 1-го лорда Ферфакса из Камерона (1560—1640), не путать с его двоюродным братом и лидером парламентариев во время Английской революции Томасом Ферфаксом, 3-м лордом Ферфаксом из Камерона.
Томас Ферфакс окончил колледж Магдалены в Оксфорде в 1675 году и служил в йоркширской милиции под командованием графа Дэнби. После Славной революции 1688 года Томас Ферфакс был назначен подполковником пехотного полка лорда Каслтона, нового полка, созданного для участия в Девятилетней войне. В 1694 году король Англии Вильгельм III Оранский сделал его полковником пехотного полка, а в 1696 году, незадолго до того, как Рисвикский договор положил конец войне в 1697 году, он был произведён в бригадиры. В 1703 году он оставил военную службы в чине генерал-майора.
Заседал в Палате общин Англии от Малтона (1685—1689) и Йоркшира (1689—1702, 1707).
9 апреля 1688 года после смерти своего отца Генри Ферфакса Томас Ферфакс унаследовал титул 5-го лорда Ферфакса из Камерона, став членом Палаты лордов. После принятия Акта об унии между Англией и Шотландией Томас Ферфакс вынужден был подать в отставку, так как шотландские пэры, заседавшие в Палате лордов Англии, были дисквалифицированы.
В 1704 году Томас Фэрфакс получил от королевы Анны Стюарт трехлетнюю лицензию на поиск затонувших кораблей и сокровищ в Вест-Индии, но это предприятие оказалось финансовым провалом.
52-летний Томас Ферфакс скончался 6 января 1710 года. Ему наследовал его старший сын Томас Ферфакс, 6-й лорд Ферфакс из Камерона.

## Семья
В 1685 году Томас Фэрфакс женился на Кэтрин Калпеппер (? — 1719), дочери Томаса Калпепера, 2-го барона Калпепера (1635—1689), и у них родилось семеро детей:
- Томас Ферфакс, 6-й лорд Ферфакс из Камерона (31 октября 1692 — 9 декабря 1781)
- Генри Калпепер Ферфакс
- Кэтрин Ферфакс
- Маргарет Ферфакс (? — 30 марта 1755)
- Фрэнсис Ферфакс (? — 13 декабря 1791)
- Мэри Ферфакс
- Роберт Ферфакс, 7-й лорд Ферфакс из Камерона (1707 — 15 июля 1793)[4].